# Estatua de Israel Putnam
General Israel Putnam es una estatua monumental en Hartford, la capital del estado de Connecticut (Estados Unidos). Ubicada en el Parque Bushnell de la ciudad, la estatua fue diseñada por el escultor John Quincy Adams Ward y honra a Israel Putnam, un oficial militar del Ejército Continental durante la Guerra de Independencia de los Estados Unidos. La estatua fue pagada en gran parte por una donación del juez Joseph P. Allyn y fue dedicada en una gran ceremonia en 1874. Fue una de las primeras estatuas que se erigieron en el parque, que hoy en día alberga varios otros monumentos a los famosos residentes de Connecticut. Desde un punto de vista artístico, la estatua ha recibido críticas mixtas de los críticos.

## Historia
Israel Putnam fue un oficial militar que se desempeñó como general de división en el Ejército Continental durante la Guerra de Independencia de los Estados Unidos. Nacido en Salem en 1718, se mudó a Connecticut en 1739 y murió allí en 1790, habiéndose convertido en un héroe popular en el estado.
En 1869, Joseph P. Allyn, un juez de la capital del estado de Hartford, Connecticut, murió. En su testamento asignó 5000 dólares a su padre y otros dos hombres con el propósito de erigir un monumento en honor a Putnam en el Parque Bushnell de Hartford. Su padre agregó 5000 dólares adicionales de su propio dinero y, ya sea en 1872 o 1873, los fideicomisarios eligieron encargar al escultor John Quincy Adams Ward que diseñara una estatua de Putnam.
La estatua sería la primera de seis esculturas de la Guerra Revolucionaria que Ward crearía durante su vida. RM Hunt de la ciudad de Nueva York diseñó un pedestal que acompaña a la estatua, que costó alrededor de 2000 dólares y fue pagado por el gobierno de la ciudad de Hartford. En última instancia, el monumento costó un total de al menos 14 000 dólares. Ward completó la escultura en 1873 mientras también trabajaba en algunas esculturas para el Capitolio de Connecticut, ubicado cerca de Bushnell Park. La fundición fue realizada por la fundición Robert Wood & Company en Filadelfia.
El monumento fue dedicado el 17 de junio de 1874, en una gran ceremonia en el parque. La inauguración tuvo lugar en el aniversario de la Batalla de Bunker Hill (una batalla de la Guerra Revolucionaria en la que Putnam participó casi 100 años antes) y ocurrió durante una ola de construcción de monumentos en los Estados Unidos que honró a las figuras de la Revolución de las Trece Colonias y de la Guerra de Secesión. La estatua sería una de las primeras en ser erigidas en el parque, varios años después de la erección de la primera estatua en el parque, una del obispo Thomas Church Brownell, en 1869.
En 1993, el monumento fue inspeccionado como parte de Save Outdoor Sculpture! proyecto.

## Diseño

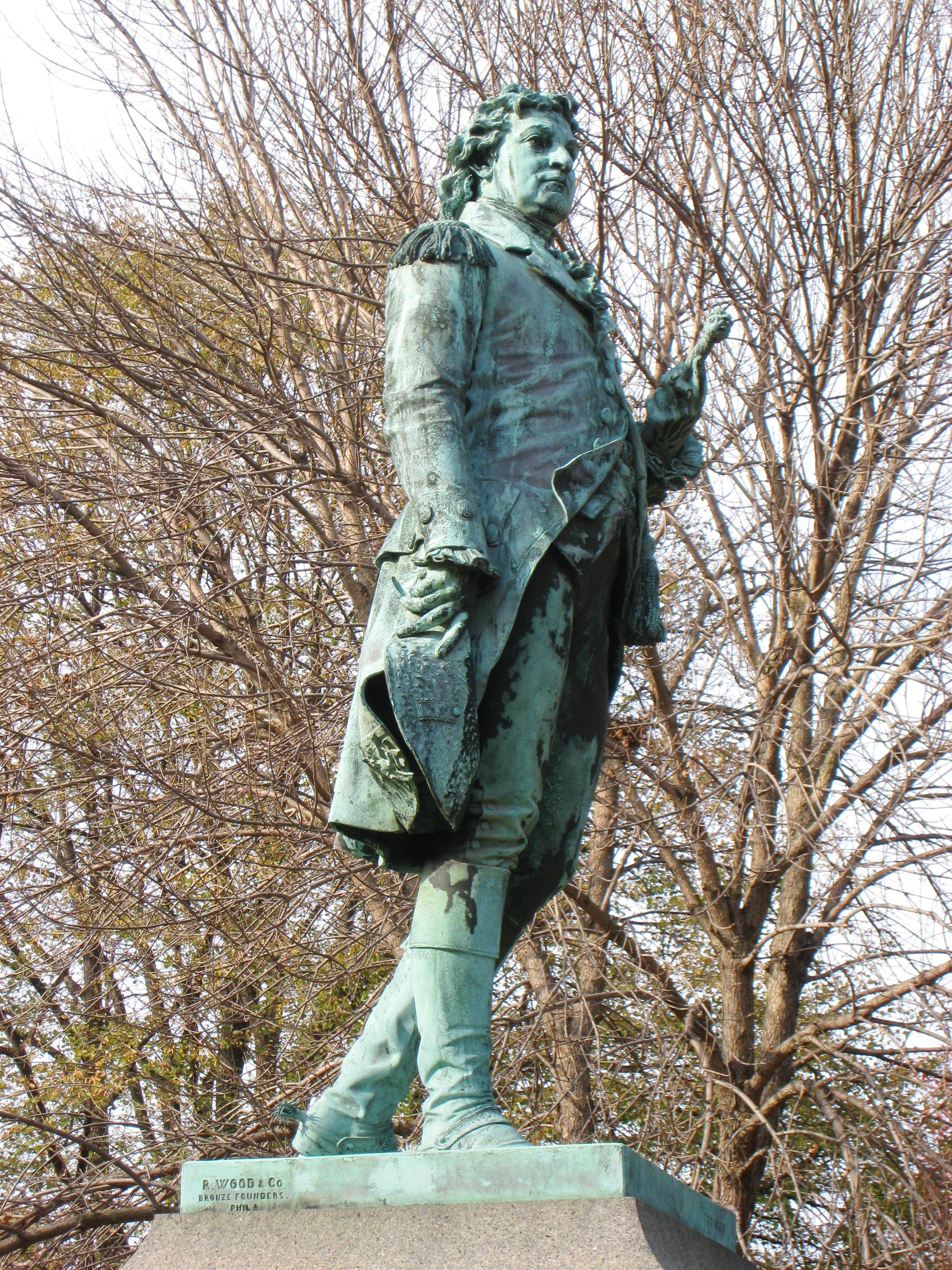
Vista lateral de la escultura.

El monumento consta de una estatua de bronce de Putnam, de 2,1 m de altura,  sobre un pedestal de granito de 3 m alto. La escultura tiene unas dimensiones laterales de aproximadamente 0,8 m por 0,5 m, mientras que el pedestal rectangular tiene medidas laterales de 1,5 m por 1,2 m Putnam está vestido con su atuendo militar de la Guerra Revolucionaria, que incluye una levita y una corbata, y se lo representa de medio paso. Sostiene una espada a su lado con la mano izquierda, mientras que su mano derecha relajada sostiene un tricornio.
Según un artículo de 1874 en The Aldine, Ward modeló el rostro de Putnam a partir de un retrato en tinta perteneciente a sus descendientes y un retrato creado por John Trumbull. La base de la escultura lleva marcas del diseñador y la fundición (JQA WARD / 1873 / R. WOOD & CO / BRONZE FOUNDERS. / PHILA.), mientras que en el frente del pedestal se lee "ISRAEL PUTNAM" y en el reverso la inscripción "PRESENTADO / POR EL HONORABLE / JOSEPH PRATT ALLYN / MDCCCLXXIII".

### Análisis
Las revisiones contemporáneas de la estatua fueron generalmente mixtas. Un artículo de 1888 de TH Bartlett en The American Architect and Building News afirma que el público estaba decepcionado con la representación de Putnam de Ward y decía: "Los artistas, así como el público, han criticado, con justicia, la posición y el carácter de la estatua". Sin embargo, un artículo de 1903 de Amanda M. Flattery en The Bay View Magazine enumera la estatua entre varios otros ejemplos del "genio" de Ward, incluida su estatua ecuestre de George Henry Thomas y la estatua de George Washington.
La Bushnell Park Foundation, que supervisa el parque y administra la estatua, observa que "[e]n la representación de Ward de Putnam dando un paso adelante, ya no es una figura estática sino una representación sincera de un momento fugaz como el zancadas generales adelante", que presta "un carácter más natural, espontáneo y realzado el realismo de su escultura". Proceden a señalar que si bien el monumento es "una desviación radical de su trabajo en el período posterior a la Guerra Civil, esta estatua marca una dimensión nueva e importante en su trabajo".